# یوآ
یو شی آه (کره‌ای: 유시아؛ زادهٔ یو یون جو در ۱۷ سپتامبر ۱۹۹۵) که بیشتر با نام هنری یوآ (YooA) شناخته می‌شود، خواننده اهل کره جنوبی و یکی از اعضای گروه اوه مای گرل است. او فعالیت انفرادی خود را با انتشار نخستین آلبوم چندآهنگه به نام Bon Voyage در ۷ سپتامبر ۲۰۲۰ آغاز کرد.